# アリベク・バシュカエフ
アリベク・バシュカエフ（Alibek Bashkaev 1989年11月16日- ）は、ロシアのロストフ州セミカラコルスク出身の柔道選手。階級は81kg級。身長180cm。

## 経歴
2005年のヨーロッパカデ選手権81kg級で3位になった。2006年には世界ジュニアで優勝を飾った。2007年のヨーロッパジュニアでは2位だった。2008年にはフランス国際を18歳にして制した。ロシア国際でも2位になって北京オリンピック代表に選出されるが、初戦でモロッコの選手に隅返で敗れた。世界ジュニアでは男子ではこの大会初となる2連覇を100kg超級のテディ・リネールとともに達成した。2009年にはユニバーシアードに出場するも5位にとどまった。その後はこれといった活躍は見られなかった。

## 主な戦績
- 2005年 - ヨーロッパカデ選手権　3位
- 2006年 - 世界ジュニア　優勝
- 2007年 - ヨーロッパジュニア　2位
- 2008年 - グルジア国際　3位
- 2008年 - フランス国際　優勝
- 2008年 - ロシア国際　2位
- 2008年 - 世界ジュニア　優勝
- 2009年 - ユニバーシアード　5位

(出典、JudoInside.com)。